# Balachani
Balachani (russisch Балахани) ist ein Dorf (selo) in der russischen Republik Dagestan, im Rajon Unzukul.
Es liegt im Vorgebirge des Hauptkammes des Großen Kaukasus, das sich wenig südwestlich des Ortes mit dem Berg Arakmeer bis auf 2356 m über dem Meeresspiegel erhebt. Das Dorf befindet sich in einem Hochtal über dem Fluss Awarskoje Koisu, des rechten Quellflusses des Sulak, gut 60 Kilometer Luftlinie südwestlich der Republikhauptstadt Machatschkala und 12 Kilometer südöstlich des Rajonzentrums Unzukul. Es wird von Awaren bewohnt. Anfang 2011 hatte das Dorf circa tausend Einwohner.
Zur Landgemeinde (selskoje posselenije) Selsowet Balachanski mit Verwaltungssitz in Balachani gehören noch die kleinen Dörfer Moksoch (7 km nordwestlich) und Schulatuta. Die Gemeinde hat insgesamt 2383 Einwohner (Stand 14. Oktober 2010).
Das Dorf besitzt eine Schule.
Eine der beiden Selbstmordattentäterinnen der Anschläge auf die Moskauer Metro 2010, Mariam Scharipowa, kam aus Balachani.